# コスモファミリア*
『コスモファミリア*』は、ハノカゲによる日本の漫画作品。『まんがタイムきららフォワード』（芳文社）にて、2018年1月号から2019年10月号にかけて連載された。

## あらすじ
6年前、天川ライカの失踪直後に始まった世界規模の“コスモフ”の暴走。その娘・天川アリスは「害獣騒動の元凶の娘」として町の住人からも忌み嫌われ、家族を待ち続けながら孤独な生活を送っていた。16歳の誕生日、謎の侵入者に自宅を襲撃されたアリスはコスモフたちによって古井戸の奥へ導かれる。その先にあったのはまだ自分と同じくらいの母がいる20年前の世界だった。アリスは未来で起こっている事態の沈静化のためこの世界で行方不明の母を探し始める。

## 登場人物
天川 愛里栖（あまかわ ありす）
主人公。16歳。10歳のころに母と使用人が行方不明になり、以来6年間、ひとり天川家の屋敷で家族を待ち続けている。暴走したコスモフを退治することで生計を立てている。
天川 蕾花（あまかわ らいか）
アリスの母。6年前に失踪した。20年前は心臓の病気により車椅子生活を送っており、余命幾許もない状態だった。素性を知らないまま未来からやってきたアリスと仲良くなる。
守宮（いもり）
天川家の使用人。ライカとともに6年前に失踪した。
スピカ
「ニクス」の構成員。
ミラと共にアリスを訪ね、コスモフの根絶のため協力を要請する。逃げたアリスを追っていたところ20年前の世界に迷い込んでしまう。
ミラ
「ニクス」の構成員。ある理由からコスモフを憎んでいる。スピカと共にアリスを訪問した際、独断で彼女を襲うものの逃げられる。その後、手下の茜（アカネ）・紫月（シヅキ）と共に20年前の世界に現れてライカを殺そうとした。
パピィ
アリスのサポートデバイス。コスモフに似ているが正体は不明。

## 用語
コスモフ
20年前に屋敷の庭の古井戸から現れた謎の生命体。
天川家のペットとして共に暮らしていたが、6年前のライカの失踪と時を同じくして根御木市を発端に世界規模の侵略を行う。
その本質は地上のあらゆるものに変化できる粒子の集合体で、細胞単位まで再現することが可能。
トランス
コスモフの変身能力をヒトの戦闘用に応用したもの。
ミラは蜘蛛の細胞を摸したコスモフを人為的に移植されてトランスになった。
ニクス
異生物の取り締まりを行う組織。近年は「コスモフ」を活動対象としている。
古井戸
天川家の庭にある井戸。ライカがコスモフと出会った場所で、アリスがコスモフたちに導かれて20年前の世界に行く際に通った場所でもある。

## 書誌情報
- ハノカゲ 『コスモファミリア*』 芳文社〈まんがタイムKRフォワードコミックス〉、全3巻
  1. 2018年6月12日発売 ISBN 978-4-8322-4953-0
  2. 2019年1月12日発売 ISBN 978-4-8322-7059-6
  3. 2019年9月12日発売 ISBN 978-4-8322-7118-0